# 顺场苗族彝族布依族乡
顺场苗族彝族布依族乡是中华人民共和国贵州省六盤水市水城区下辖的一个民族乡。

## 行政区划
顺场苗族彝族布依族乡下辖以下村级行政区划单位：
顺场村、梨箐村、洗脚沟村、高枧槽村、红岩村、戛泥村、滑竹村、米箩坡村、水塘村、法德村和大发村。